# 19968 Palazzolascaris
19968 Palazzolascaris este un asteroid din centura principală de asteroizi.

## Descriere
19968 Palazzolascaris este un asteroid din centura principală de asteroizi. A fost descoperit pe 19 martie 1988 la Observatorul La Silla de Walter Ferreri. Asteroidul prezintă o orbită caracterizată de o semiaxă mare de 2,79 ua, o excentricitate de 0,10 și o înclinație de 1,5° în raport cu ecliptica.